# Euzebiusz Czerkawski
Euzebiusz Czerkawski (4. února 1822 Tučapy – 22. září 1896 Lvov) byl rakouský politik z Haliče, v 2. polovině 19. století poslanec Říšské rady.

## Biografie
Působil jako pedagog. V období let 1864–1868 byl inspektorem středních škol v Štýrsku a Korutansku. Byl profesorem filozofie na Lvovské univerzitě. Měl titul dvorního rady.
V 60. letech byl zvolen na Haličský zemský sněm. Zemský sněm ho roku 1869 zvolil i do Říšské rady (celostátní parlament, tehdy ještě volený nepřímo zemskými sněmy). 11. prosince 1869 složil slib. Dopisem z 31. března 1870 složil mandát v rámci hromadné rezignace polských poslanců Říšské rady. Již v roce 1870 ho ale zemský sněm do Říšské rady delegoval opět, za městskou kurii. Uvádí se jako univerzitní profesor, bytem ve Lvově. Zemský sněm do parlamentu ve Vídni vyslal rovněž v roce 1871. Po znovuzvolení 14. prosince 1872 opětovně složil slib, jeho mandát byl ale 21. dubna 1873 prohlášen pro absenci za zaniklý. Uspěl i v prvních přímých Volby do volbách do Říšské rady roku 1873, za městskou kurii, obvod Lvov. Slib složil 3. února 1874, rezignace oznámena na schůzi 12. ledna 1878. Již ve volbách roku 1879 byl do Říšské rady zvolen znovu, nyní za městskou kurii, obvod Tarnopol, Berežany. Mandát zde obhájil ve volbách roku 1885 a volbách roku 1891. Rezignaci na mandát oznámil na schůzi 13. října 1893. V době vlády Eduarda Taaffeho, kdy německorakouští konzervativci, Češi a Poláci utvořili dlouhodobou koalici (tzv. železný kruh pravice), působil Czerkawski jako místopředseda vlivné parlamentní frakce Polský klub. Byl orientován autonomisticky ale austrofilsky. Měl přátelský vztah k Čechům. Když se Taaffeho koalice po roce 1891 rozpadla, odešel Czerkawski z politiky. V rámci Polského klubu došlo k neshodám a navíc trpěl chorobou zraku.
Zemřel v září 1896.